# Rebirth (Gackt-album)
A Rebirth Gackt japán énekes harmadik szólólemeze, mely 2001. április 25-én jelent meg a Nippon Crown kiadónál. Ez volt az első koncepcióalbuma, mely a második világháború idején játszódik és „Requiem et Reminiscence” címmel fiktív narratívát mesél el. 
A lemez 3. helyezett volt az Oricon heti slágerlistáján és 21 hétig szerepelt rajta. Az albumról kimásolt Szekirei: Seki-ray című kislemez hetedik helyen végzett a slágerlistán, és hat hétig szerepelt rajta. Ezt a Secret Garden című dal követte november 16-án, mely tizedik helyezést ért el. 2001. március 14-én jelentette meg Kimi no tame ni dekiru koto címmel nyolcadik kislemezét, mely 18 hétig volt az Oricon listáján és a hatodik volt a legmagasabb helyezése.

## Számlista
Az összes szám szerzője Gackt. C. 
| #   | Cím | Hossz |
| --- | --- | ----- |
| 1.  | 4th… | 3:22  |
| 2.  | Secret Garden | 4:39  |
| 3.  | Maria | 4:20  |
| 4.  | Uncontrol | 4:14  |
| 5.  | Szekirei: Seki-ray (ЯR ver.) (Sablon:Nihongo2; „Wagtail ~seki-ray~” (ЯR Ver.))                                                | 4:10  |
| 6.  | Kalmia | 4:54  |
| 7.  | Szajonara (Goodbye) | 5:20  |
| 8.  | Marmalade | 4:08  |
| 9.  | Papa lapped a pap lopped | 3:46  |
| 10. | Seven | 4:06  |
| 11. | Kimi no tame ni dekiru koto (ЯR Ver.) (君のためにできること (Kimi no Tame ni Dekiru Koto); „What I can do for you” (ЯR Ver.)) | 5:10  |